# Майданюк Андрій Владиславович
Андрі́й Владисла́вович Майданю́к (нар. 24 березня 1988 — пом. 16 липня 2014) — молодший сержант Збройних сил України, учасник російсько-української війни.

## Життєпис

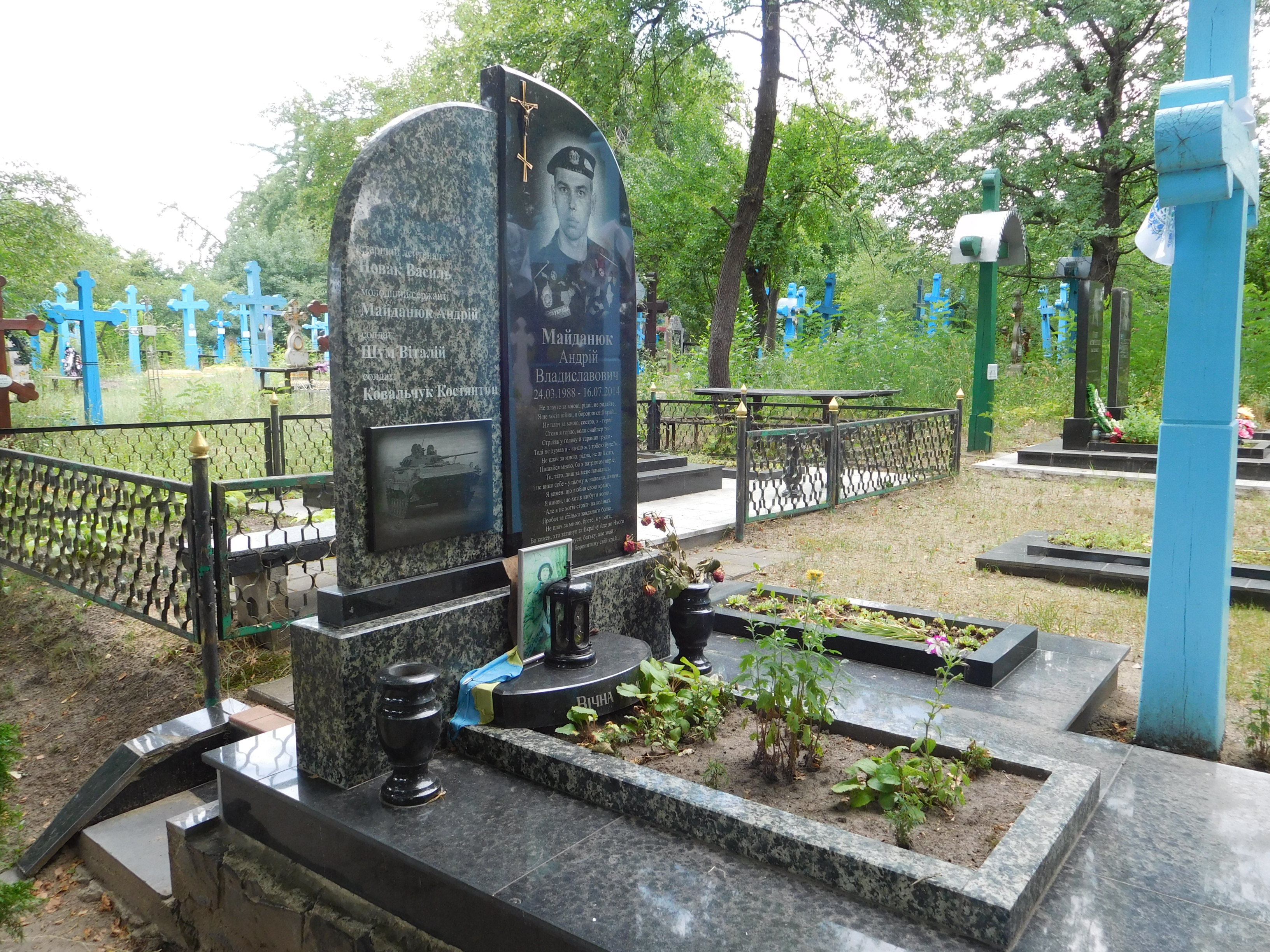
Могила А. Майданюка на цвинтарі в селі Концеба

Народився 1988 року в Саврані. Закінчив Осичківську ЗОШ. Командир бойової машини — командир відділення, військовослужбовець військової служби за контрактом з 2012-го, 28-ї окремої механізованої бригади. 6 липня 2014 року направлений у зону бойових дій.
Загинув у бою в прикордонному селі Маринівка (Шахтарський район). Колона з 3 БМП заїхала в село й натрапила на російських терористів. Щоб зайняти зручну позицію, воякам під вогневим прикриттям необхідно було відступити, прикривати лишилися Ковальчук, Новак, Шум і Майданюк. Несподівано з'явився ворожий танк, у машину старшого лейтенанта Василя Новака влучив снаряд з нього. Тоді ж загинули солдати Костянтин Ковальчук й Віталій Шум. Решта колони змогла відійти.
Смерть воїна підтверджували бойові побратими, але тіло довго не могли передати рідним, він вважався зниклим безвісти.
Поховали Андрія 16 вересня 2014-го в рідному селі, в останню дорогу проводжали люди з усього району.
Без Андрія лишились батьки, брат, сестра, племінник.

## Нагороди та вшанування
- 15 травня 2015 року — за особисту мужність і героїзм, виявлені у захисті державного суверенітету та територіальної цілісності України, вірність військовій присязі під час російсько-української війни, відзначений — нагороджений орденом За мужність III ступеня[1]
- у квітні 2015-го у Осичківській ЗОШ відкрито пам'ятну дошку Андрію Майданюку
- на честь Андрія Майданюка учні Осичківської ЗОШ висадили яблуневий сад.